# Bénaménil
Bénaménil je francouzská obec v departementu Meurthe-et-Moselle v regionu Grand Est. V roce 2013 zde žilo 564 obyvatel.

## Poloha
Sousední obce jsou: Buriville, Domjevin, Fréménil, Manonviller, Thiébauménil a Saint-Clément.

## Vývoj počtu obyvatel
Počet obyvatel